# Добротешть (комуна, Телеорман)
Добротешть, Добротешті (рум. Dobrotești) — комуна у повіті Телеорман в Румунії. До складу комуни входять такі села (дані про населення за 2002 рік):
- Добротешть (3810 осіб) — адміністративний центр комуни
- Мерішань (1412 осіб)

Комуна розташована на відстані 97 км на захід від Бухареста, 49 км на північний захід від Александрії, 85 км на схід від Крайови.

## Населення
За даними перепису населення 2002 року у комуні проживали 5222 особи, усі — румуни. Усі жителі комуни рідною мовою назвали румунську.
Склад населення комуни за віросповіданням:
| Релігія     | Кількість осіб | Відсоток |
| ----------- | -------------- | -------- |
| православні | 5161           | 98,8%    |
| адвентисти  | 59             | 1,1%     |
| реформати   | 1              | < 0,1%   |
| баптисти    | 1              | < 0,1%   |

## Зовнішні посилання
- Дані про комуну Добротешть на сайті Ghidul Primăriilor